# Ophirion atlixcoensis
Ophirion atlixcoensis är en tvåvingeart som först beskrevs av Henry J. Reinhard 1975.  Ophirion atlixcoensis ingår i släktet Ophirion och familjen parasitflugor. Inga underarter finns listade i Catalogue of Life.